# Катеринич, Вадим Петрович
Вадим Петрович Катеринич (8 апреля 1845, с. Марковцы — 1892, Киев) — киевский архитектор, инженер, полковник.

## Семья

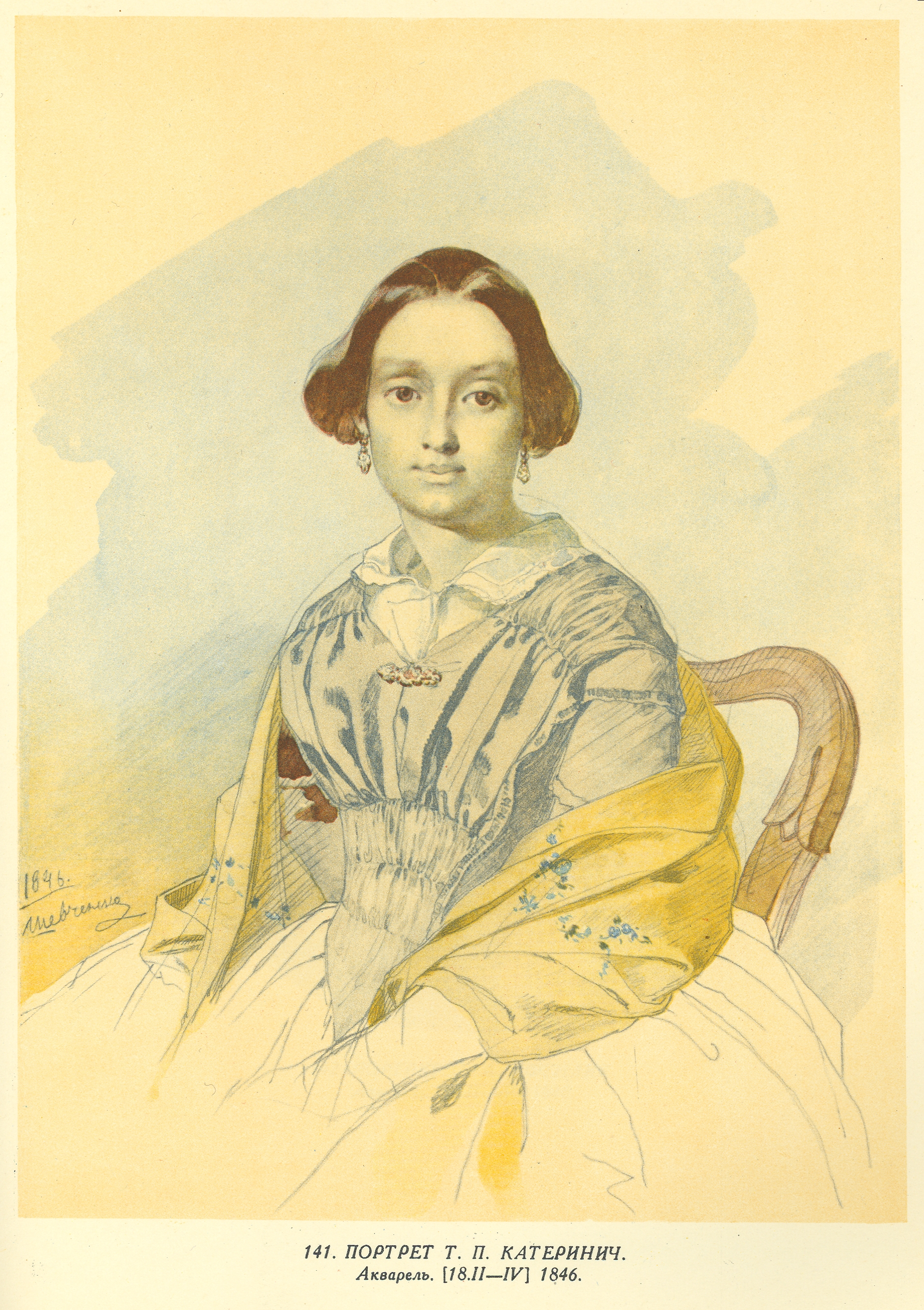
Т. П. Катеринич

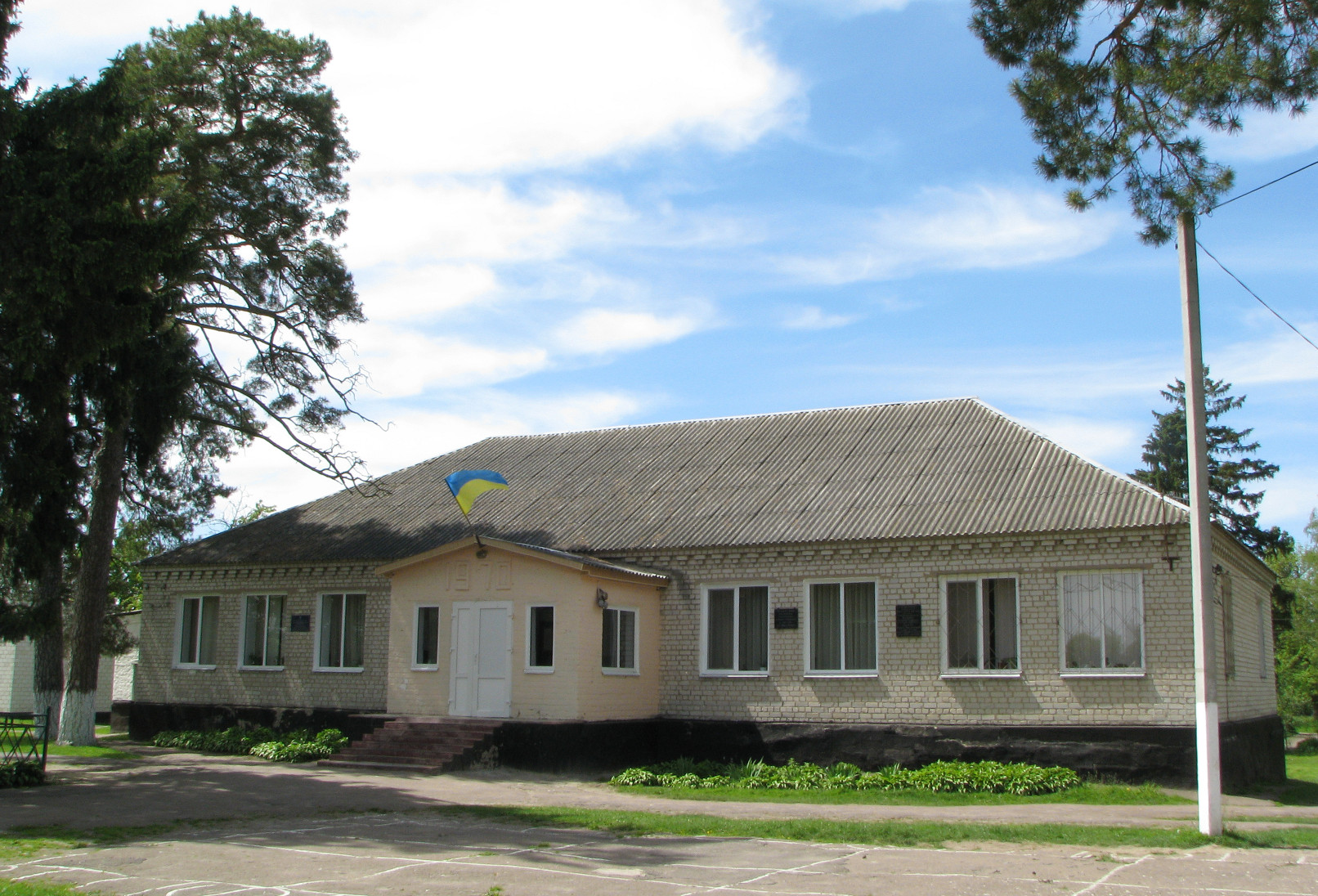
Марковецкая школа на фундаменте дома Катериничей

Родился в родовом имении Катериничей в Марковцах Козелецкого уезда Черниговской губернии (ныне Бобровицкий район Черниговской области). Отец — помещик Пётр Андреевич Катеринич (1811—1876), мать — Татьяна Пантелеевна Катеринич (Афендик) (1823 — ?), портрет которой (и ещё 7 родных) нарисовал Т. Г. Шевченко. У будущего архитектора было 2 братьев и 5 сестёр, среди них был Пётр Петрович Катеринич — юрист, владелец Бобровицкого сахарного завода, меценат, член Общества имени Тараса Шевченко в Санкт-Петербурге.
Был женат дважды: Ольга Матвеевна Катеринич родила дочь Ольгу (1869 — ?), Юлия Карловна Катеринич (Шульц) — дочь Манефу (1876 — ?), сына Нестора (1878 — после 1906) и дочь Поликсену (1880—1936).

## Карьера
В 1870—1880-е годы — военный инженер Киевского крепостного инженерного управления Окружного инженерного управления (на 1878 год — капитан, на 1886 год — полковник). Был гласным городской думы. Автор ряда особняков и доходных домов. Осуществлял технический надзор за сооружением под Крещатиком водосливной трубы (1888).
Бесплатно спроектировал церковь Святой Марии Магдалины на Шулявке.
В 1880-х годах Вадим Петрович избирался гласным в Козелецкие уездные земские собрания, где, в том числе, сделал инженерную экспертизу проекта строительства новой дороги Бобровица — Козелец (1889).

## Осуществлённые работы
- Двухэтажная пристройка к существующему особняку на ул. Стрелецкой, 15 (1878);
- Собственный особняк на ул. Институтской, 23/5 (1879, не сохранился);
- Перестройка особняка Гессе на ул. Шелковичной, 9 (1882—1883);
- Особняк Ивенсен на ул. Липской, 2 (1883—1884);
- Церковь Святой Марии Магдалины на Шулявке (1885—1887, уничтожено в 1935);
- Особняк Пухальского на ул. Банковой, 8 (1886, не сохранился);
- Доходный дом на ул. Трёхсвятительской, 13 (1887, надстроена мансарда).

## Галерея

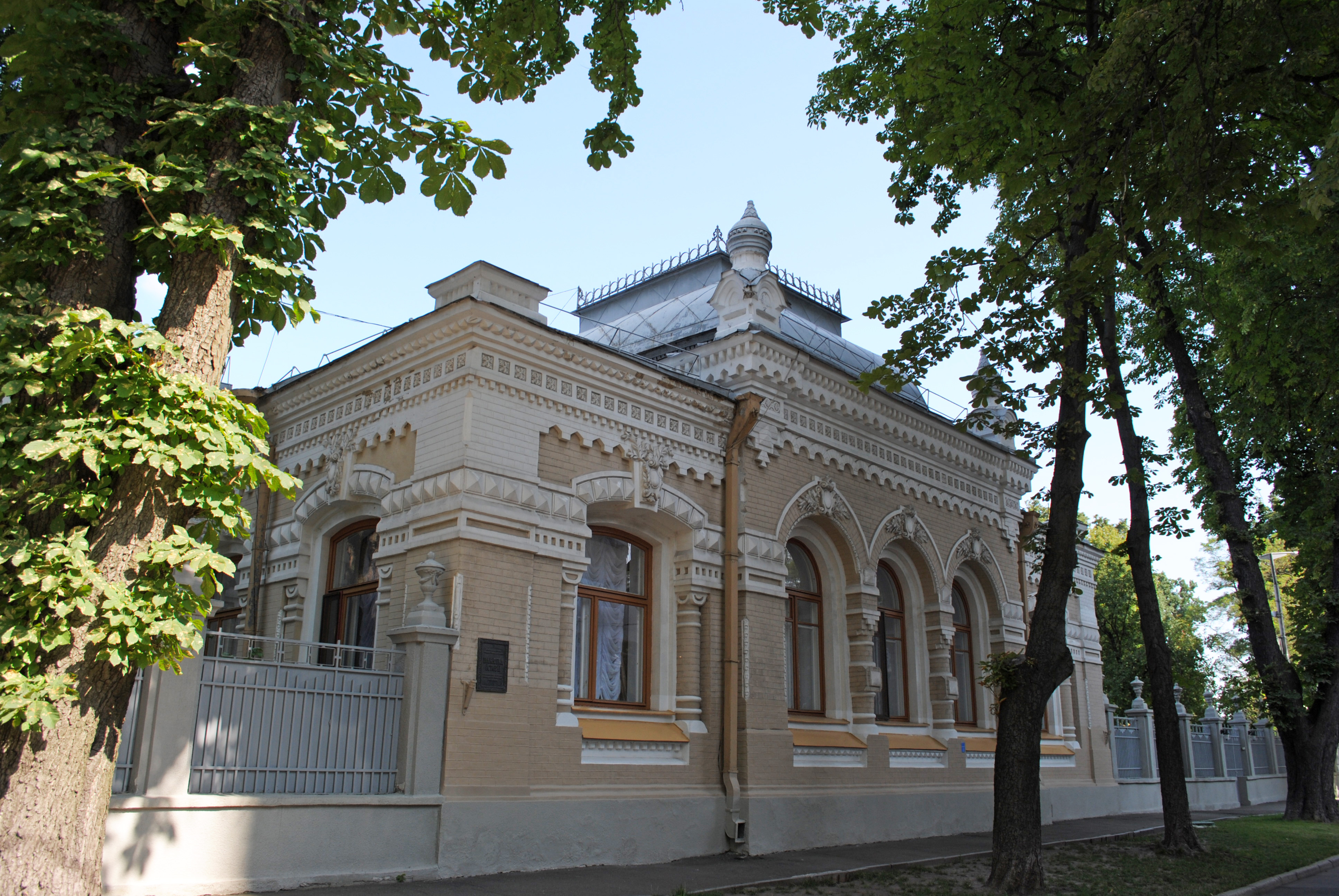
Особняк Ивенсен на улице Липской, 2
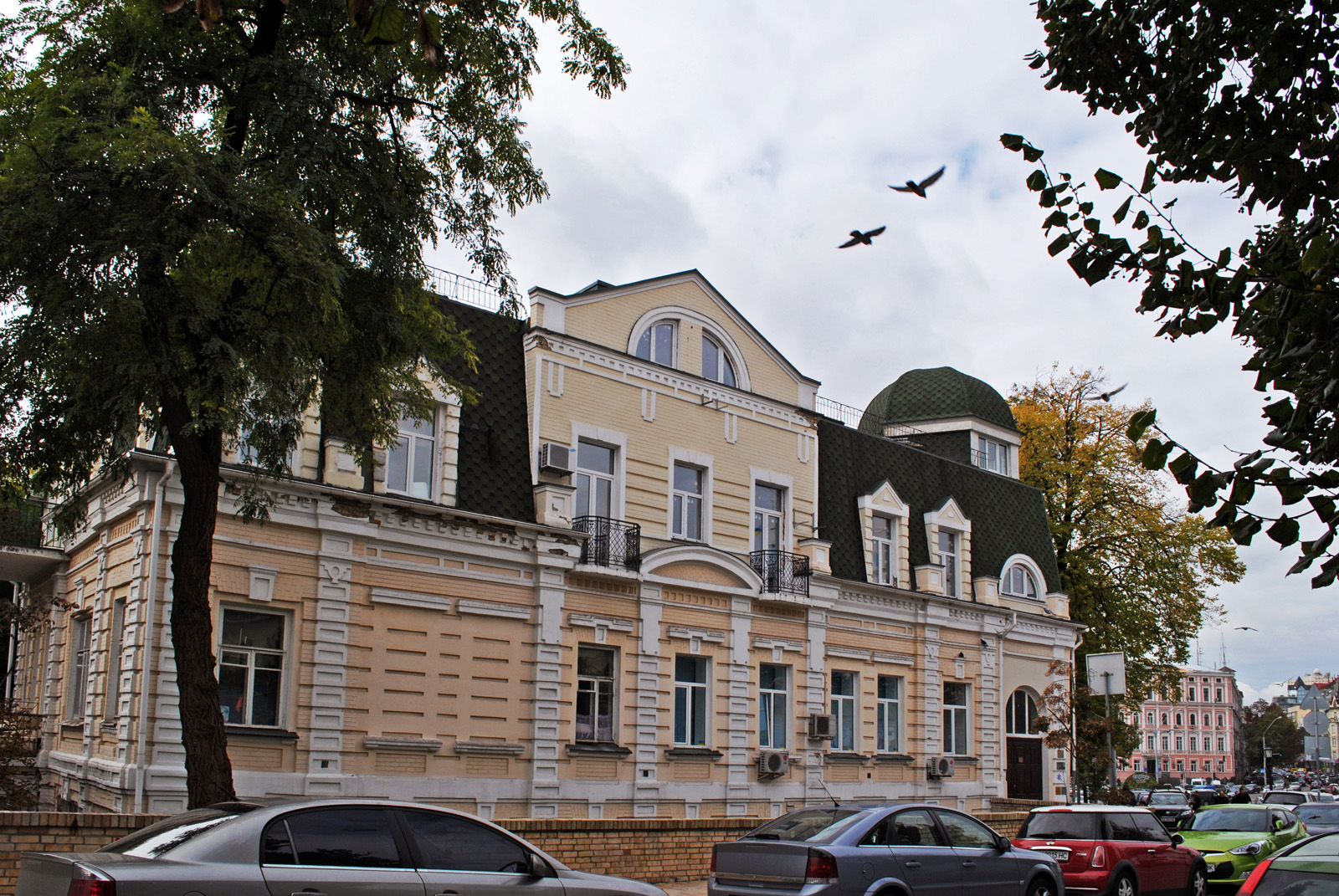
Доходный дом на ул. Трёхсвятительськой, 13